# Patrice Guers
Patrice Guers (Annecy (Haute-Savoie), 5 september 1969) was een Franse bassist van de Italiaanse symfonische metalband Rhapsody of Fire. Hij kwam bij de band nadat Alessandro Lotta de band had verlaten en trad met hen op tot 2011, toen hij vertrok met gitarist Luca Turilli om Luca Turilli's Rhapsody op te richten. Hij heeft ook samengewerkt met Patrick Rondat en heeft bijgedragen aan verschillende albums en live-optredens. Hij begon basgitaar te spelen op 14-jarige leeftijd. Hij heeft een progressieve stijl van basgitaar spelen. Patrice wordt gecontracteerd door het bedrijf Vigier Basses, de Franse fabrikant.